# Palazzo Reale (Atene)
Il Palazzo Reale (Atene) (in greco Παλαιά Ανάκτορα?, Palaiá Anáktora) è stato la prima residenza reale della Grecia moderna, completato nel 1843, e dal 1935 ospita il Parlamento nazionale. Il Palazzo si trova nel cuore di Atene, precisamente in Piazza Syntagma.

## Storia

### Costruzione per Ottone I

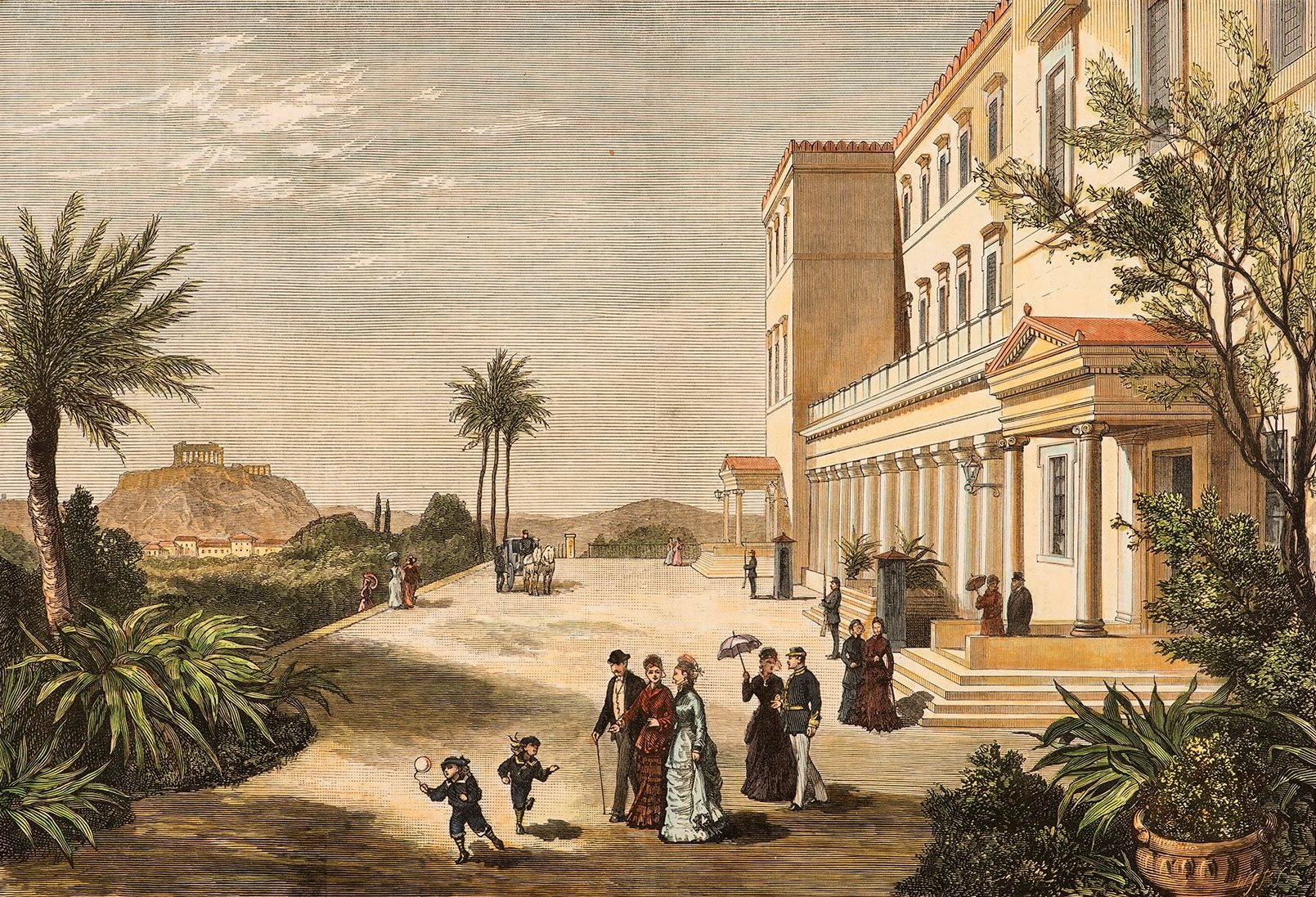
Dipinto del Palazzo reale (1877)

Il Palazzo Reale, oggi sede del Parlamento ellenico, si trova sul lato est di Piazza Syntagma nel cuore della capitale greca, Atene. L'edificio fu progettato nel 1836, e completato nel 1843, dall'architetto tedesco Friedrich von Gärtner, che ideò la nuova residenza per il neo eletto Re di Grecia, il bavarese Ottone di Wittelsbach, figlio di Ludovico I di Baviera e primo cugino di Elisabetta d'Austria. Gärtner scelse uno stile semplice e monumentale che rifletteva l'antica storia di Atene, così l'edificio risultò un'imponente struttura quadrata elegantemente neoclassica con quattro ali esterne di tre piani e un'ala centrale di due piani e due cortili. Ogni ala era accessibile separatamente e progettata per facilitare diverse funzioni. L'interno del palazzo era decorato con scene di storia e mitologia greca, ma poche sono sopravvissute.

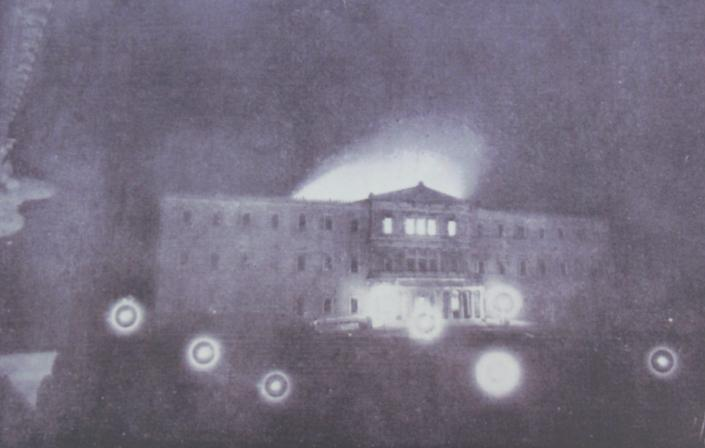
L'incendio del Palazzo Reale

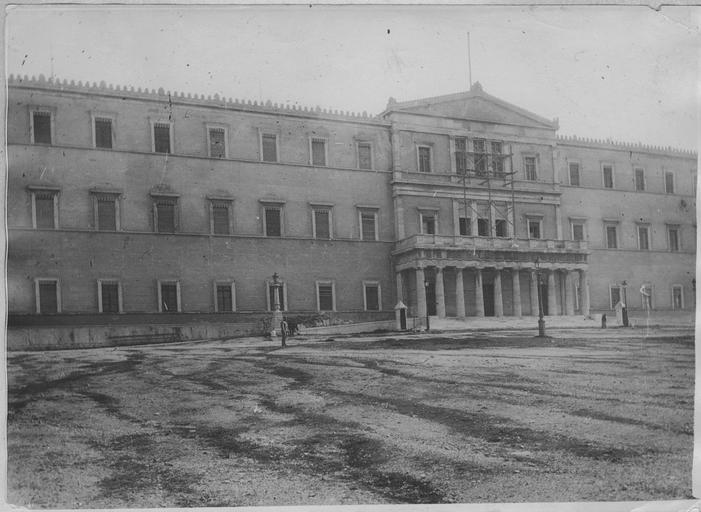
La Residenza reale nel 1918

Nel 1862 Ottone I fu deposto e l'anno dopo, sempre tramite un'elezione, ad ascendere al trono ellenico fu il principe Guglielmo di Danimarca, che acquisì il nome di Giorgio I di Grecia. Durante il regno di re Giorgio il Palazzo reale subì due incendi: il primo nel 1884, che danneggiò l'ala settentrionale, mentre il secondo nel 1909 che causò danni sostanziali all'ala centrale, costringendo la famiglia reale a trasferirsi, in questo caso nel Palazzo del Duca di Sparta, il principe ereditario, divenendo così la residenza ufficiale del sovrano ellenico, dal 1909 al 1967, quando Costantino II fu costretto all'esilio. Sebbene furono effettuate poche riparazioni, vari membri della famiglia reale continuarono a vivere nel Palazzo Vecchio fino al 1922, come la regina Ol'ga di Grecia, vedova di Giorgio I.

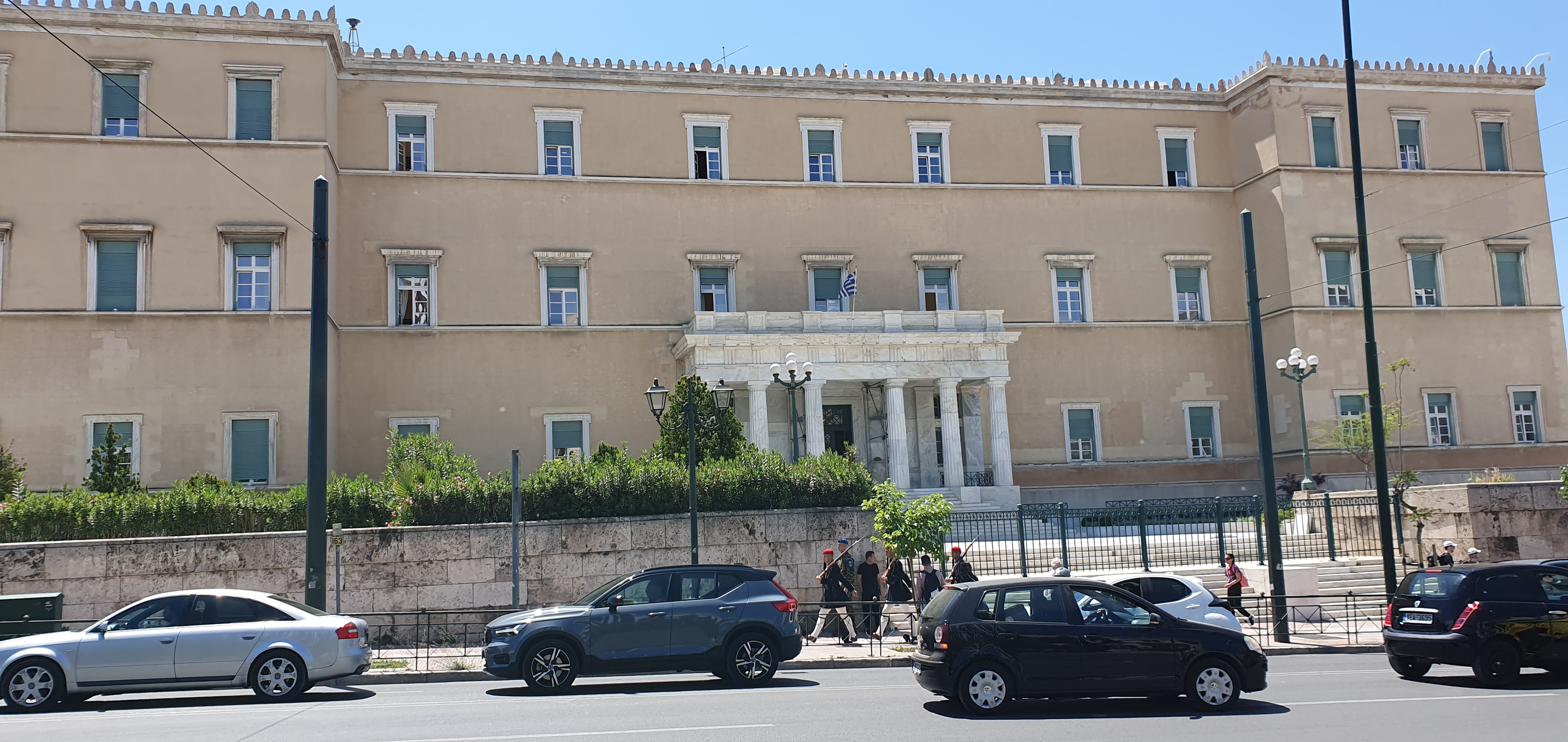
Retro del Palazzo reale di Atene

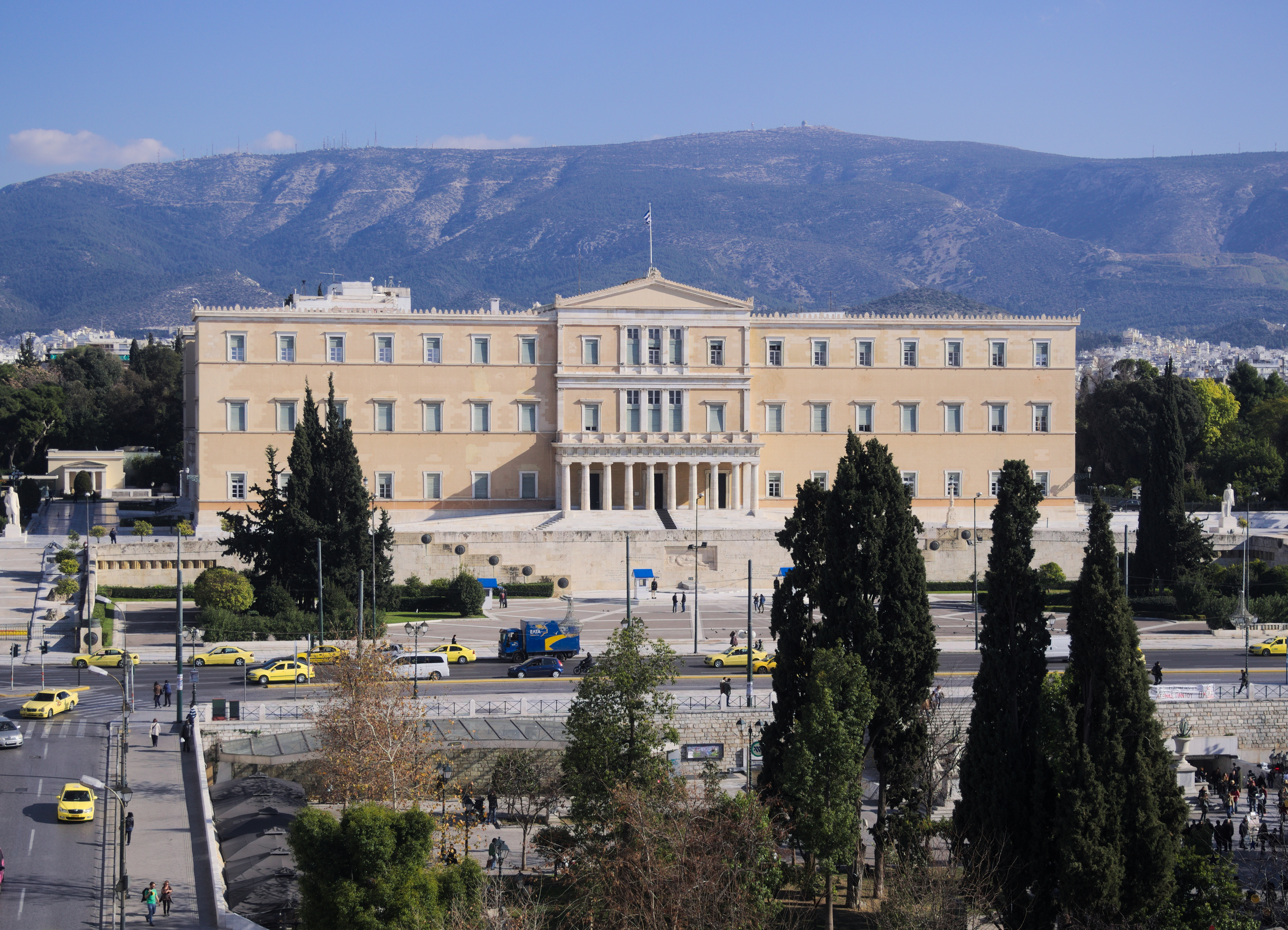
Veduta del Parlamento ellenico

Nel 1924 la monarchia fu abolita ed in seguita fu istituita la Seconda Repubblica ellenica; l'ex palazzo reale divenne sede di organi amministrativi statali, della difesa dell'aeronautica, della Croce Rossa Greca, di alloggi per studenti, di un ospedale e di un orfanotrofio. Nel 1929 però l'ala centrale fu ricostruita e l'interno venne riorganizzato per accogliere la nuova funzione dell'edificio, ovvero quella di ospitare il Parlamento Ellenico, che prese ufficialmente possesso il 1° luglio 1935 ed ancora oggi è la sede governativa parlamentare. Dal 1872 al 1935, la sede parlamentare era situata nel palazzo che ospita oggi il Museo Storico Nazionale. Ci furono poi altri lavori a partire dal 1975. All'interno dell'edificio c'è una biblioteca aperta al pubblico e sono disponibili visite guidate del resto dell'edificio.